# Kimmie Meissner

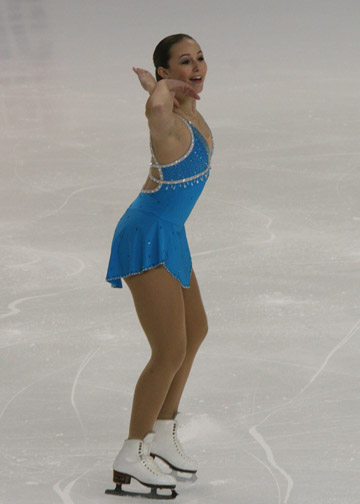
Kimmie Meissner tijdens Skate America 2008

Kimmie Meissner (Towson Maryland, 4 oktober 1989) is een voormalige Amerikaanse kunstschaatsster.
Ze was actief als soliste en trainde onder andere bij Richard Callaghan en Todd Eldredge.
Bij haar debuut bij de Wereldkampioenschappen kunstschaatsen in 2006 veroverde ze de wereldtitel. Zij was de vierde vrouw die bij haar debuut op het WK de wereldtitel veroverde. Herma Szabo (in 1922 na zeven jaren onderbreking wegens WO I), Barbara Ann Scott (in 1947 na zeven jaar onderbreking wegens WO II) en Oksana Baiul (in 1993) gingen haar hierin voor. In 2007 behaalde ze de nationale titel en de titel op het Viercontinentenkampioenschap.

## Persoonlijke records
| records             | punten | datum      | toernooi |
| ------------------- | ------ | ---------- | -------- |
| Hoogste totaalscore | 189.87 | 25-03-2006 | WK       |
| Hoogste korte kür   | 064.67 | 23-03-2007 | WK       |
| Hoogste lange kür   | 129.70 | 25-03-2006 | WK       |

## Belangrijke resultaten
| Kampioenschap                | 2003 | 2004   | 2005  | 2006   | 2007 | 2008 |
| ---------------------------- | ---- | ------ | ----- | ------ | ---- | ---- |
| Olympische Spelen            |      |        |       | 6e     |      |      |
| Wereldkampioenschap          |      |        |       | Goud   | 4e   | 7e   |
| Viercontinentenkampioenschap |      |        |       |        | Goud |      |
| Nationaal Kampioenschap      |      |        | Brons | Zilver | Goud | 7e   |
| WK junioren                  |      | Zilver | 4e    |        |      |      |
| NK Junioren                  | *    | Goud   |       |        |      |      |

(* = novice)